# Андес (Колумбия)
Андес (исп. Andes) — город и муниципалитет на севере Колумбии, на территории департамента Антьокия. Входит в состав субрегиона Юго-западная Антьокия.

## История
Поселение, из которого позднее вырос город, было основано 13 марта 1852 года. Муниципалитет Андес был выделен в отдельную административную единицу в 1870 году.

## Географическое положение

Муниципалитет Андес

Город расположен в юго-западной части департамента, в гористой местности Западной Кордильеры, на расстоянии приблизительно 67 километров к юго-юго-западу (SSW) от Медельина, административного центра департамента. Абсолютная высота — 1475 метров над уровнем моря.

Муниципалитет Андес граничит на севере с муниципалитетами Бетания, Испания и Пуэблоррико, на востоке — с муниципалитетами Хардин и Херико, на юге и юго-западе — с территорией департамента Рисаральда, на западе — с территорией департамента Чоко. Площадь муниципалитета составляет 444 км².

## Население
По данным Национального административного департамента статистики Колумбии, совокупная численность населения города и муниципалитета в 2012 году составляла 44 573 человек.
Динамика численности населения муниципалитета по годам:
| 2005   | 2006   | 2007   | 2008   | 2009   | 2010   | 2011   | 2012   |
| ------ | ------ | ------ | ------ | ------ | ------ | ------ | ------ |
| 41 591 | 41 988 | 42 428 | 42 852 | 43 290 | 43 715 | 44 149 | 44 573 |

Согласно данным переписи 2005 года мужчины составляли 51,2 % от населения Андеса, женщины — соответственно 48,8 %. В расовом отношении белые и метисы составляли 98,2 % от населения города; негры, мулаты и райсальцы — 1,6 %, индейцы — 0,2 %.
Уровень грамотности среди всего населения составлял 81,5 %.

## Экономика
Основу экономики Андеса составляют сельскохозяйственное производство и золотодобыча.

54,9 % от общего числа городских и муниципальных предприятий составляют предприятия торговой сферы, 32 % — предприятия сферы обслуживания, 10,8 % — промышленные предприятия, 2,3 % — предприятия иных отраслей экономики.